# Fattoria (agenzia commerciale)

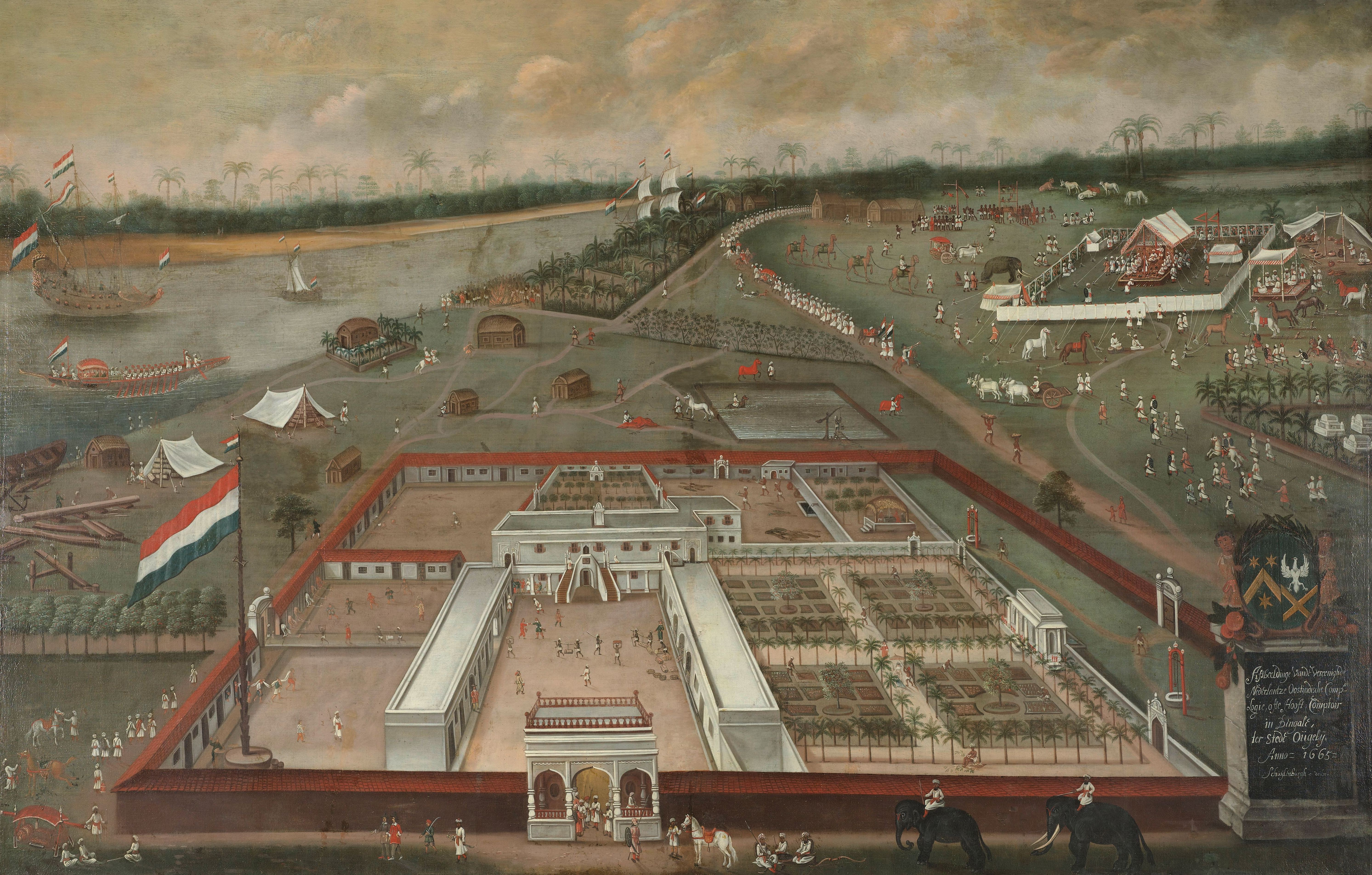
Fattoria olandese della Compagnia olandese delle Indie orientali a Hooghly-Chinsurah, Bengala (1665)

Fattoria (dal latino facere , "fare"; pt. feitoria; in olandese factorij; fr. factorerie) era il nome utilizzato nel medioevo e nella prima età moderna per una agenzia commerciale che era essenzialmente una prima forma di zona di libero scambio o punto di trasbordo. In una fattoria, gli abitanti locali potevano interagire con mercanti stranieri, spesso noti come "fattori". Stabilite per la prima volta in Europa, le fattorie si sono poi diffuse in molte altre parti del mondo.
Una fattoria fungeva contemporaneamente da mercato, magazzino, dogana, supporto logistico della navigazione esplorativa, quartier generale o governo de facto delle comunità locali laddove sprovviste di una struttura politico-militare in grado di arginare l'influenza degli europei. Le fattorie stabilite dagli Stati europei in Africa, Asia e America dal XV secolo divennero a tutti gli effetti territorio dipendente della madrepatria, fungendo, in ottica retrospettiva, da precursori del Colonialismo.
Nell'areale mediterraneo, in Italia soprattutto, l'equivalente della fattoria intesa come agenzia commerciale è il "fondaco" (dall'arabo فندق‎, funduq, lett. "albergo"/"casa-magazzino") che costituisce, oltretutto, il primo esempio di avamposto commerciale stabilito in pianta stabile presso un fiorente mercato cui si ispirarono le potente coloniali della prima età moderna.
In America del Nord, gli europei iniziarono a commerciare con i nativi durante il XVI secolo. I coloni crearono fattorie, poi note come trading post (lett. "stazioni commerciali"), nel territorio dei nativi per dirigervi il lucroso commercio delle pellicce.

## Origini
Le "fattorie" sono un'istituzione nata nell'Europa del Medioevo.
In origine, le fattorie erano organizzazioni di mercanti europei di uno stato che si incontravano in un luogo straniero. Queste organizzazioni hanno cercato di difendere i loro interessi comuni, principalmente economici (oltre che assicurativi e protettivo-organizzati), consentendo il mantenimento delle relazioni diplomatiche e commerciali all'interno dello stato estero in cui erano stabilite. Espressione della Rivoluzione commerciale principiata nel Basso Medioevo, la "fattoria" originò, come altri elementi tipici della Compagnia commerciale medievale, dal connubio tra due distinte esperienze: l'una mediterranea e l'altra nordeuropea.

## Medioevo

### Mar Mediterraneo e Mar Nero

Stemma della Marina Militare, in cui compaiono, dall'alto a sinistra e in senso orario, i simboli di Venezia, Genova, Pisa e Amalfi, le repubbliche marinare più note.

La ripresa economica che si ebbe in Europa a partire dal IX secolo, abbinata all'insicurezza delle vie di comunicazione terrestri, fece sì che le principali rotte commerciali si sviluppassero lungo le coste del mar Mediterraneo: in questo contesto, e data la crisi dei poteri centrali, alcune città portuali italiane furono in grado di acquisire sempre maggiore autonomia, fino a ricoprire un ruolo di primo piano nello scenario europeo ed a meritarsi il titolo di Repubbliche marinare.
Una delle caratteristiche fondamentali per definire una città "repubblica marinara" era la presenza di propri edifici adibiti al commercio e all'ospitalità dei connazionali nei più importanti porti mediterranei. Tali strutture erano note come "fondaci". La parola "fondaco" viene dal greco πάνδοκος, ma è giunta nelle città marinare italiane attraverso l'arabo فندق‎, funduq, con il significato di albergo, letteralmente "casa-magazzino". Un fondaco di repubblica marinara poteva raggiungere la grandezza di un quartiere, dove generalmente era presente una chiesa o un ospizio (e in certi casi anche delle terme), ed era governato da un balivo, il quale era giudice delle controversie economiche.
Venezia, Genova, Pisa, Amalfi, Ragusa, Ancona e Gaeta avevano infatti nel Medioevo fondachi a Costantinopoli, Alessandria d'Egitto e negli altri centri di commercio marittimo.
Tra XII e XV secolo, queste enclave italiane in territori stranieri consentirono a Venezia e a Genova di controllare il commercio tra i tre continenti che s'affacciano su questi due mari (Europa, Africa e Asia) e giocarono un ruolo determinate nella c.d. "Rivoluzione commerciale" che, nel Basso Medioevo, gettò le basi per il futuro sviluppo industriale dell'Europa. La creazione dei fondachi fu, in un primo momento, facilitata dai rapporti intrattenuti dalle repubbliche italiane con l'Impero bizantino, in particolare durante la Prima crociata quando Veneziani, Genovesi e Bizantini combatterono insieme contro i Selgiuchidi. Successivamente, l'alleanza tra Bisanzio e Venezia degenerò in uno scontro culminato con l'Assedio di Costantinopoli (1204) durante la Quarta crociata che consentì alla Serenissima d'impadronirsi di parte dell'Impero Bizantino. L'alleanza nel 1261 dei Bizantini con Genova, rivale di Venezia, permise alla Superba di estendere la sua zona di influenza nelle Isole della Grecia e in Crimea, crocevia strategico nel tratto terminale della Via della seta che collegava l'Estremo oriente, allora assoggettatto al neonato Impero mongolo, e le grandi città mediterranee d'Europa e Nordafrica. In costante competizione per il predominio sul commercio transcontinentale, le due talassocrazie italiane alternarono periodi di cooperazione e di tensione più volte degenerati in scontri armati: es. la Guerra di San Saba (1256-1270) e la Guerra di Chioggia (1378-1381).

### Mar del Nord e Mar Baltico

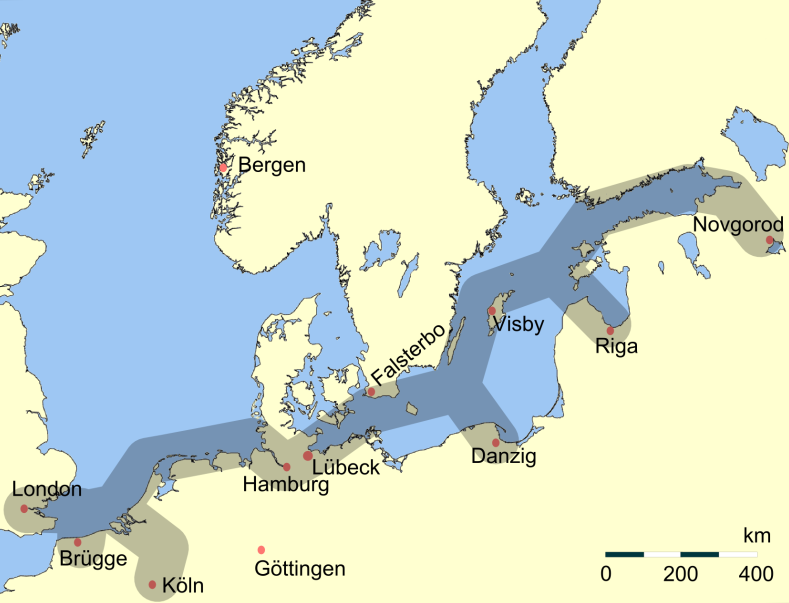
Principali rotte commerciali della Lega anseatica.

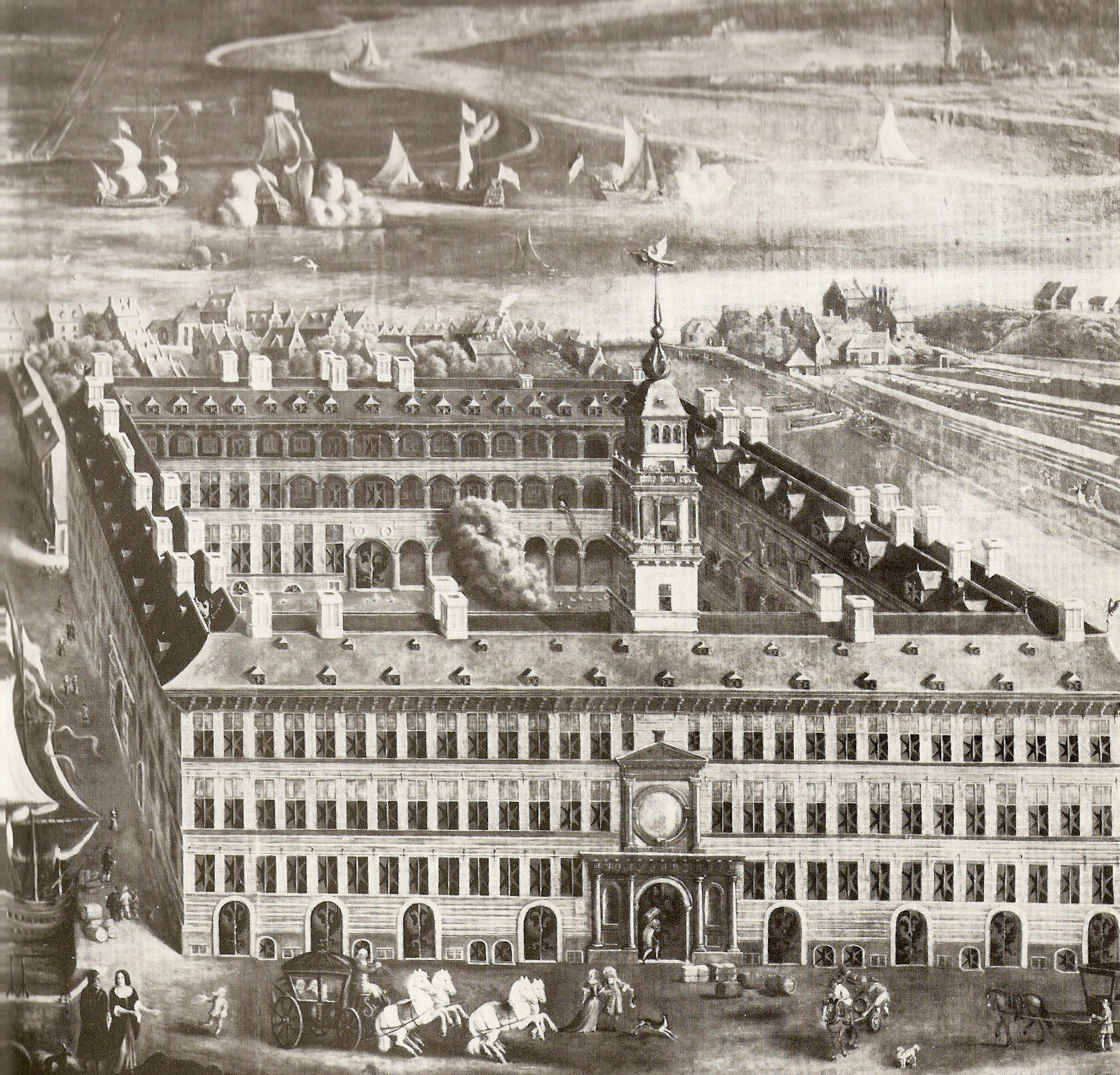
Oostershuis, un Kontor ad Anversa.

Le fattorie furono stabilite dal 1356 in poi nei principali centri commerciali, solitamente porti o località nevralgiche che hanno prosperato sotto l'influenza della Lega anseatica e delle sue corporazioni e kontor. Le città anseatiche avevano un proprio ordinamento giuridico e fornivano la propria protezione e mutuo aiuto. La Lega Anseatica mantenne fattorie, tra le altre, in Inghilterra (Boston, King's Lynn), Norvegia (Tønsberg) e Finlandia (Åbo). Più tardi, città come Bruges e Anversa cercarono attivamente di assumere il monopolio del commercio dell'Hansa, invitando i mercanti stranieri a partecipare.
Poiché agli stranieri non era permesso acquistare terreni in queste città, i mercanti si unirono alle fattorie, come i portoghesi nella loro fattoria di Bruges: il fattore e i suoi ufficiali affittarono le case e i magazzini, arbitrarono il commercio e gestirono persino i fondi assicurativi, lavorando sia come associazione e ambasciata, anche amministrando la giustizia all'interno della comunità mercantile.
Nel corso del XV secolo, la potenza della Lega anseatica progressivamente si ridusse. La causa principale fu l'ascesa degli Stati nazionali, che circoscrissero e minarono l'autonomia delle città anseatiche, peraltro divise da crescenti litigi ed incapaci di far fronte comune contro nemici sempre più organizzati. La Scoperta dell’America (1492) e il conseguente spostamento d'interessi commerciali alle rotte atlantiche indebolirono la posizione dei mercanti dell'Hansa che fino a quel momento avevano operato nel Nordeuropa in una posizione di monopolio.
Al volgere del XVI secolo, il Mar Baltico divenne dominio del Regno di Danimarca e del Regno di Norvegia (spesso tra loro uniti) ed anche il Regno di Svezia prese a gestire in autonomia il proprio commercio, mentre il Principato di Moscovia si affermava quale potenza dominante in Russia. Il Kontor di Novgorod fu chiuso mentre il Kontor di Bruges era diventato effettivamente moribondo. Anche le singole città che componevano la lega avevano iniziato a mettere l'interesse personale prima dei loro comuni interessi anseatici. Infine, l'autorità politica dei principi tedeschi aveva cominciato a crescere, limitando l'indipendenza dei mercanti e delle città anseatiche.

## Età Moderna

### Portogallo
Durante l'espansione territoriale ed economica dell'Età delle scoperte, la fattoria (po. feitoria) fu adattata dai portoghesi e si diffuse dall'Africa occidentale al sud-est asiatico. Le feitoria portoghesi erano per lo più stazioni commerciali fortificate insediate nelle aree costiere, costruite per centralizzare e quindi dominare il commercio locale di prodotti con il regno portoghese (e quindi con l'Europa). Servivano contemporaneamente da mercato, magazzino, supporto alla navigazione e dogana ed erano governati da un feitor ("fattore") incaricato di gestire il commercio, acquistare e commerciare prodotti per conto del re e riscuotere le tasse (solitamente il 20%).

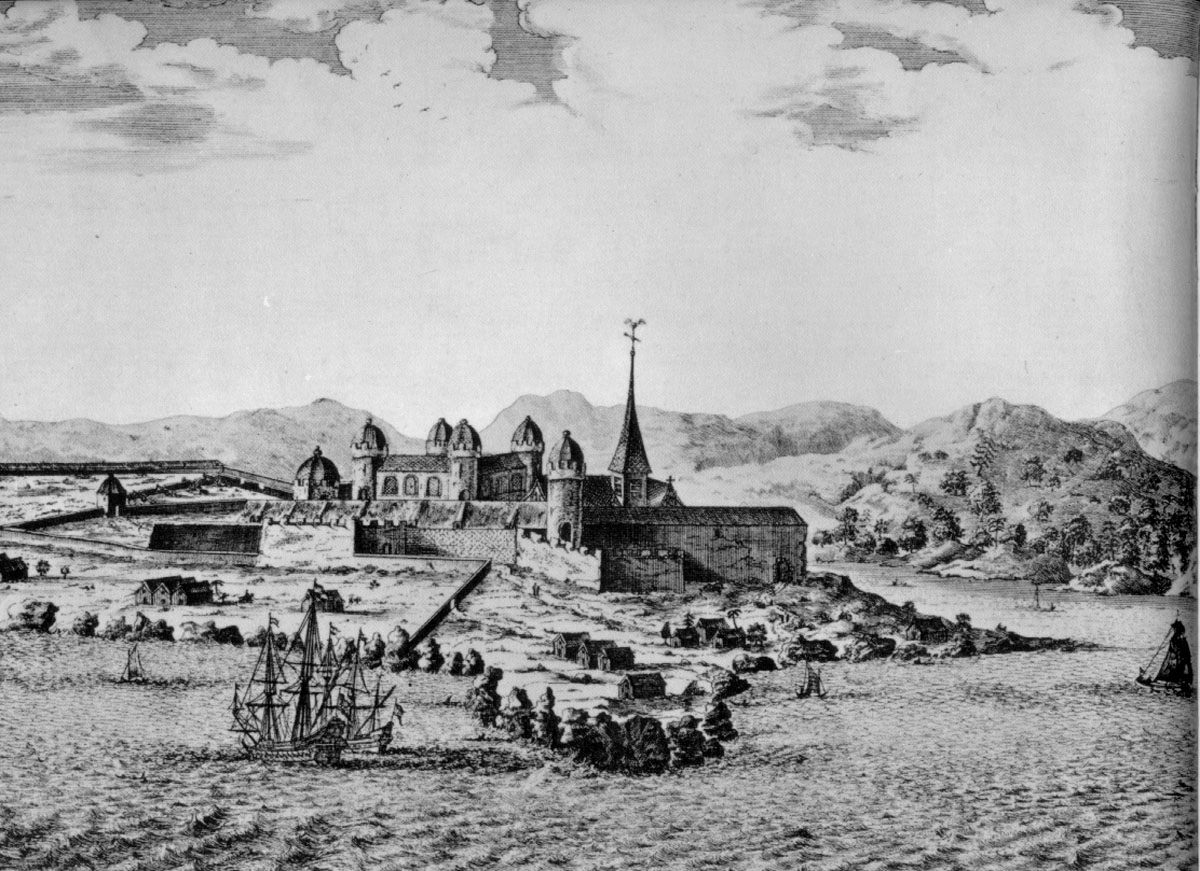
Il castello di Elmina (odierno Ghana) visto dal mare - 1668

La prima feitoria portoghese d'oltremare fu fondata da Enrico il Navigatore nel 1445 sull'isola di Arguin, al largo della costa della Mauritania, per attirare commercianti musulmani e monopolizzare gli affari nelle rotte del Nord Africa. Funse da modello per una catena di feitoria africane, di cui il castello di Elmina fu la più famosa.
Tra il XV e il XVI secolo, una catena di circa 50 forti portoghesi ospitava o proteggeva feitoria lungo le coste dell'Africa occidentale e orientale, dell'Oceano Indiano, della Cina, del Giappone e del Sud America. Le principali fattorie delle Indie Orientali portoghesi, erano a Goa, Malacca, Ormuz, Ternate, Macao, e il più ricco possedimento di Bassein che divenne poi il centro finanziario dell'India come Bombay (Mumbai) . Erano principalmente guidati dal commercio di oro e schiavi sulla costa della Guinea, spezie nell'Oceano Indiano e canna da zucchero nel Nuovo Mondo. Erano anche usati per il commercio triangolare locale tra diversi territori, come Goa-Macau-Nagasaki, commerciando prodotti come zucchero, pepe, cocco, legname, cavalli, grano, piume di uccelli esotici indonesiani, pietre preziose, sete e porcellane dall'Oriente, tra molti altri prodotti. Nell'Oceano Indiano, il commercio nelle feitoria fu rafforzato e aumentato da un sistema di licenze mercantili: le cartaze.
Dalle feitoria, i prodotti andavano all'avamposto principale di Goa, poi in Portogallo dove venivano scambiati nella Casa da Índia, che gestiva anche le esportazioni in India. Lì erano venduti o riesportati alla feitoria reale di Anversa per la distribuzione nel resto d'Europa.
Facilmente rifornite e difese dal mare, le feitoria fungevano da basi coloniali indipendenti. Garantivano la sicurezza sia dei portoghesi operanti nelle colonie sia, a volte, delle popolazioni locali, proteggendole da comunità rivali e/o pirateria. Permisero al Portogallo di dominare il commercio negli oceani Atlantico e Indiano, stabilendo un vasto impero con scarse risorse umane e territoriali. Nel tempo, le feitoria furono talvolta date in licenza a imprenditori privati, originando qualche conflitto tra interessi privati abusivi e popolazioni locali, come alle Maldive.

### Spagna
Sebbene operasse attraverso fattori e mantenesse fattorie (es. factorías) ad Anversa e Bruges, la Corona di Castiglia basò la sua espansione coloniale sulla conquista territoriale, quindi non stabilì fattorie su modello portoghese. Furono le altre potenze europee, rimaste escluse dalla spartizione del mondo operata dagli iberici a Tordesillas (1499), che ricorsero alle fattorie per intromettersi, a partire dal XVII secolo, lungo le rotte commerciali esplorate da Portogallo e Spagna: gli olandesi, i francesi e successivamente gli inglesi.

### Francia
Il Regno di Francia sviluppò postazioni commerciali simili alle feitorias lusitane nel XVII e XVIII secolo, in particolare nell'Africa occidentale, per commerciarvi cotone e schiavi neri, e in India (Pondicherry, Mahé, Yanaon, Karikal e Chandernagor) per le spezie. Fondarono anche fattorie in Nord America: es. Detroit (USA) o Tadoussac (Québec).

### Olanda

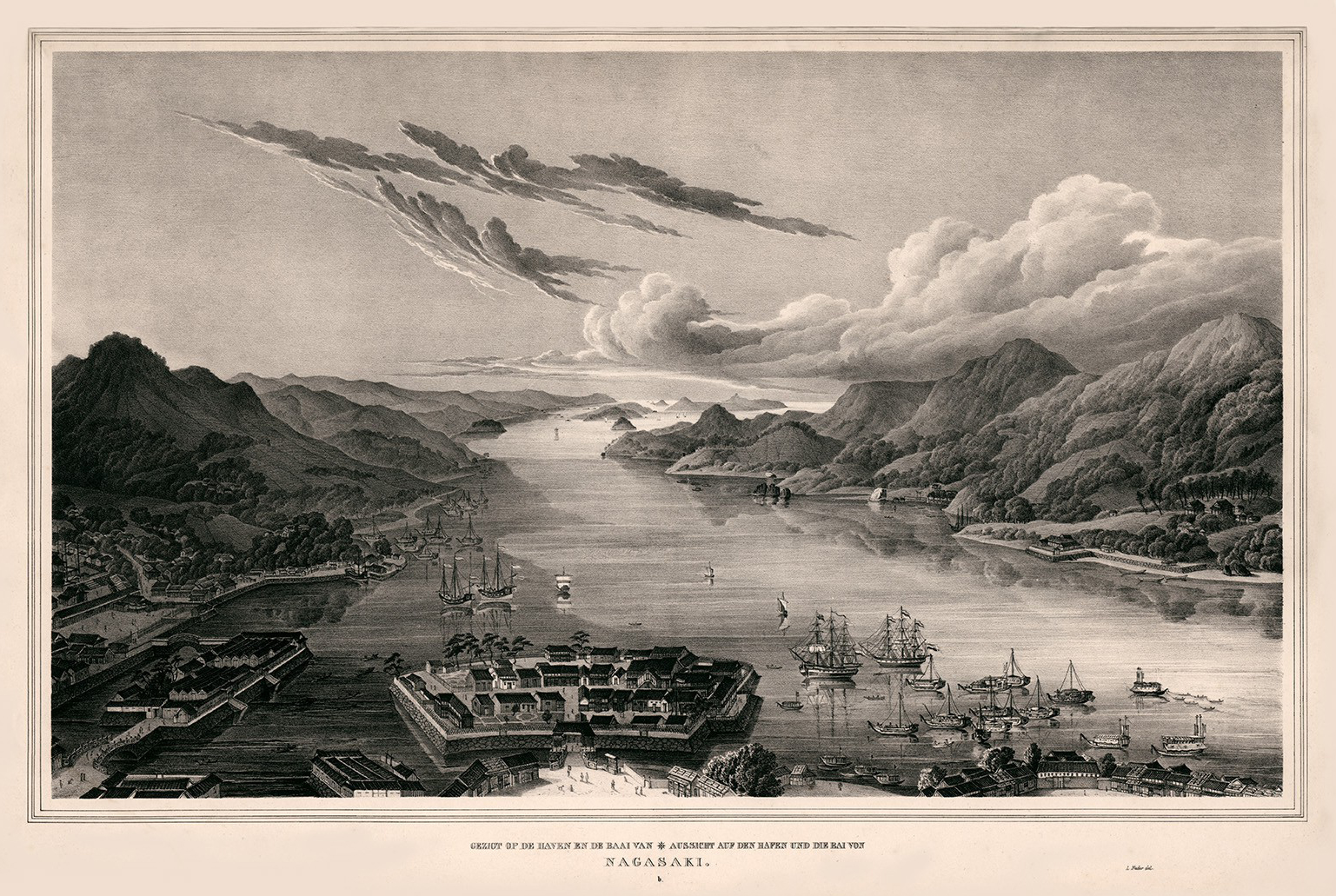
Isola Dejima nella baia di Nagasaki, prima fattoria portoghese e poi olandese

Per tutto il XVII secolo, gli olandesi si insediarono nelle feitorias o comunque nei porti controllati dai portoghesi (es. la feitoria di Formosa, in Taiwan) e in altre enclave come l'arcipelago malese, mentre esploravano le coste dell'Africa, dell'Arabia, dell'India e il sud-est asiatico alla ricerca della fonte del lucroso commercio delle spezie. Le fabbriche olandesi (nl. factorij) furono fondate da Compagnie commerciali privilegiate come la Compagnia olandese delle Indie orientali (VOC), fondata nel 1602, e la Compagnia Olandese delle Indie Occidentali (WIC), fondata nel 1621. Tramite le factorij, le Compagnie scambiavano prodotti con la popolazione locale e gettavano le basi per il successivo insediamento coloniale. In genere, queste fattorie avevano magazzini più grandi per accogliere i prodotti derivanti dal crescente sviluppo agricolo delle colonie, spinto nel Nuovo Mondo dalla tratta atlantica degli schiavi.
In queste fattorie i prodotti venivano controllati, pesati e confezionati per prepararli al lungo viaggio per mare. In particolare, spezie, cacao, tè, tabacco, caffè, zucchero, porcellana e pellicce erano ben protetti dall'aria salmastra e dal deterioramento. Il fattore era presente come rappresentante dei partner commerciali in tutte le questioni, riportando alla sede ed essendo responsabile della logistica dei prodotti (corretto stoccaggio e spedizione). Le informazioni impiegavano molto tempo per raggiungere la sede dell'azienda, e questo dipendeva da una fiducia assoluta.
I principali stabilimenti olandesi si trovavano a Città del Capo nell'odierno Sudafrica, Mokha nello Yemen, Kozhikode (pt. Calicut) e la Costa del Coromandel nell'India meridionale, Colombo (Sri Lanka), Ambon in Indonesia, Fort Zeelandia a Taiwan, Canton nella Cina meridionale, Dejima in Giappone (l'unico punto di scambio legale tra il Giappone e il mondo esterno durante il periodo Edo) e Fort Orange nell'attuale nord dello stato di New York negli Stati Uniti. Gli stabilimenti olandesi in Nord America, Piccole Antille e Sud America (Guyana Olandese), gestiti dalla WIC e dediti principalmente al commercio di zucchero, cacao e pellicce, furono oggetto di frequenti contese con le altre potenze europee per presenza sul territorio, in particolare Regno Unito e Francia.

### Regno Unito

Territori controllati dalla Compagnia della Baia di Hudson nei quali furono costruite numerose fattorie (es. York, 1697) per il commercio delle pellice.

Il Regno Unito iniziò a sviluppare fabbriche nel XVII secolo, in concorrenza con Francia e Paesi Bassi. Seguendo il modello olandese, gli inglesi fondarono varie società commerciali monopolistiche per gestire il commercio estero: anzitutto la Compagnia britannica delle Indie orientali (BEIC) nel 1600, contestualmente alla fondazione delle WOC, poi la Compagnia della Baia di Hudson (HBC) nel 1670 e la South Sea Company nel 1711.
Il Regno Unito operava attraverso fattorie principalmente nel Nord America, dove la HBC stabilì una fitta rete di postazioni commerciali nel nord del Canada per fare scorta di pelli di castoro, un commercio che riuscì rapidamente a dominare. Così, alla fine del XVII secolo, fondò, tra gli altri, Fort Wayne (Indiana), York Factory (Canada), Fort Severn (Canada), Fort Churchill (Canada).
A quel tempo, diverse fattorie operavano già in India sotto il controllo del BEIC che deteneva il monopolio del commercio tra il Regno Unito, l'India e la Cina. Poiché la costa occidentale dell'India era dominata dai portoghesi, gli inglesi si stabilirono inizialmente nel Golfo del Bengala, dove fondarono nel 1608 una fattoria a Surat dalla quale esportavano spezie, oppio e cotone. Nel 1661, gli inglesi acquisirono Bombay come parte della dote del matrimonio tra l'infanta Caterina di Braganza e il re Carlo II d'Inghilterra e da quel momento iniziarono ad espandere la loro influenza in tutta l'India. Per operare da una base militare più efficace, nel 1690 fondarono la città di Calcutta. Questa fabbrica sarebbe servita come base per la successiva espansione coloniale britannica in India, che la BEIC conquistò nel 1757 dopo la battaglia di Plassey. Successivamente, le fabbriche dell'India iniziarono ad essere controllate centralmente da Calcutta e Delhi e furono assimilate nell'impero britannico.

### Cina

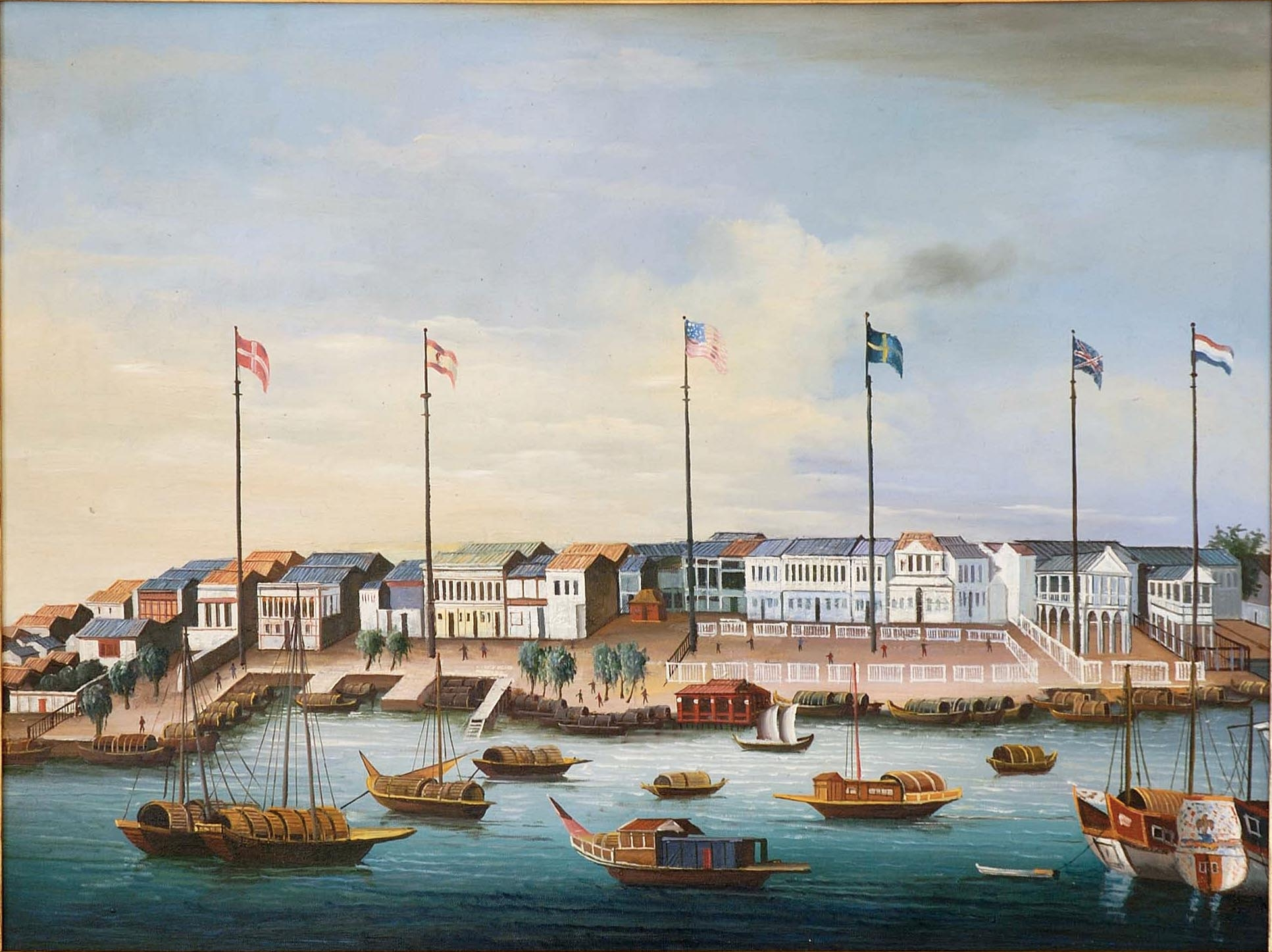
Canton "Tredici stabilimenti ", c. 1820

### Stati Uniti d'America (1697-1822)

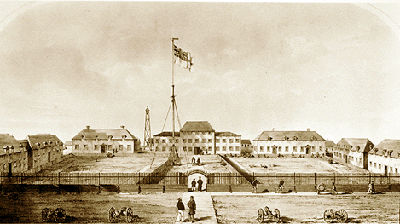
York Factory, Manitoba, nel 1853

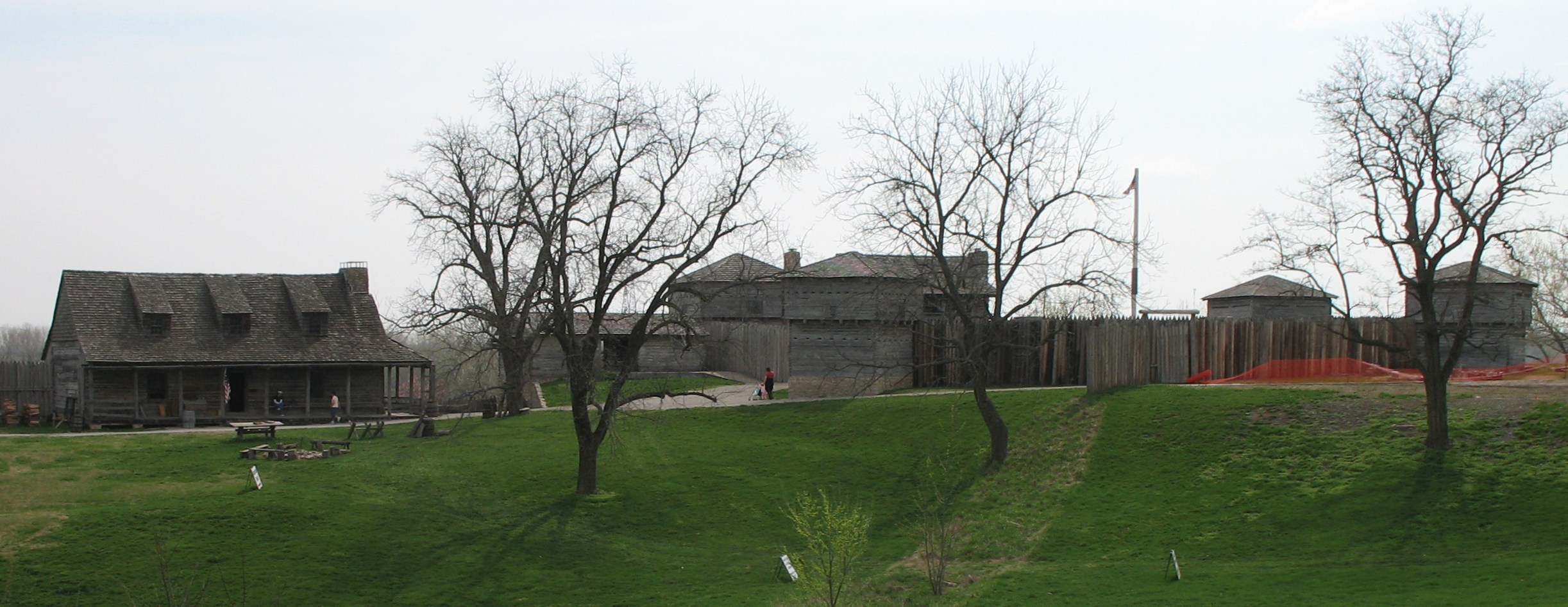
L'edificio della stazione commerciale della fabbrica a Fort Clark sulla sinistra, che a sua volta era all'interno di un forte murato

Anche le fattorie americane svolgevano spesso un ruolo strategico, a volte operando come forti, fornendo un certo grado di protezione ai coloni e ai loro alleati dagli indiani ostili e dai coloni stranieri.
La York Factory fu fondata dalla Compagnia della Baia di Hudson nel 1697. È stata la sede centrale della compagnia per lungo tempo e un tempo era il governo de facto in parti del Nord America come "Terra di Rupert", prima che esistessero colonie con sede in Europa. Ha controllato il commercio delle pellicce in gran parte del Nord America controllato dai britannici per diversi secoli, intraprendendo le prime esplorazioni. I suoi commercianti e cacciatori allacciarono i primi rapporti con molti gruppi di indiani d'America e una rete di stazioni commerciali formò il nucleo per l'autorità ufficiale successiva in molte aree del Canada occidentale e degli Stati Uniti.
Il primo modello di fattoria costiera contrastava con il sistema dei francesi che stabilirono un vasto sistema di postazioni interne e inviarono commercianti a vivere tra le tribù della regione. Quando scoppiò la guerra nel 1680 tra Francia e Inghilterra, le due nazioni inviarono regolarmente spedizioni per razziare e catturare le reciproche stazioni di commercio di pellicce. Nel marzo 1686, i francesi inviarono un gruppo di razziatori sotto Chevalier des Troyes oltre 1,300 km (0,808 mi) per catturare i posti della compagnia lungo James Bay. Nel 1697, Pierre Le Moyne d'Iberville, comandante delle postazioni catturate della compagnia, sconfisse tre navi della Royal Navy nella Battaglia della Baia mentre si dirigeva a catturare la York Factory con uno stratagemma. La York Factory passò di mano più volte nel decennio successivo e alla fine fu ceduta definitivamente con il Trattato di Utrecht del 1713. Dopo il trattato, la Compagnia della Baia di Hudson ricostruì la York Factory come un forte di mattoni alla foce del vicino fiume Hayes, la sua posizione attuale.
Il governo degli Stati Uniti ha sancito un "factory system" dal 1796 al 1822, con fattorie sparse nella porzione prevalentemente territoriale del paese. Le fattorie erano ufficialmente destinate a proteggere gli indiani dallo sfruttamento attraverso una serie di leggi chiamate Indian Intercourse Acts. Tuttavia, in pratica, numerose tribù concessero vasti territori in cambio delle postazioni commerciali, come accadde nel Trattato di Fort Clark in cui la Nazione Osage cedette la maggior parte del Missouri a Fort Osage. Un fabbro veniva solitamente assegnato alla fattoria per riparare gli utensili e costruire o mantenere gli aratri. Le fattorie avevano spesso anche una sorta di operazione di fresatura ad esse associata. Le fattorie hanno segnato il tentativo degli Stati Uniti di continuare un processo originariamente avviato dai francesi e poi dagli spagnoli per autorizzare ufficialmente il commercio di pellicce nel Pays des Illinois. Le fattorie venivano spesso chiamate "forts" e spesso avevano numerosi nomi non ufficiali. La legislazione è stata spesso approvata chiedendo guarnigioni militari al forte, ma il loro scopo di fatto era un posto di scambio.

### Esempi
La York Factory è stata fondata dalla Compagnia della Baia di Hudson nel 1697.
Nelle fattorie degli Stati Uniti sotto il Superintendent of Indian Trade:
- Creek:
  - Colerain, 1795–1797
  - Fort Wilkinson, 1797–1806
  - Ocmulgee Old Fields, 1806-1809
  - Fort Hawkins, 1809–1816
  - Fort Mitchell, 1816-1820
- Cherokee:
  - Fort Tellico, 1795-1807
  - Fort Hiwassee, 1807–1810
  - Fort Wayne, 1802–1812
- Choctaw:
  - Fort St. Stephens, 1802–1815
  - Confederazione del forte, 1816–1822
- Fort Chickasaw Bluffs, 1802–1818
- Fort Pontchartrain du Détroit, 1802–1805
- Fort Arkansas, 1805-1810
- Fort Chicago, 1805–1822
- Fort Belle Fontaine, 1805-1809
- Fort Natchitoches—Sulphur Fork
  - Fort Natchitoches, 1805–1818
  - Fort Sulphur Fork, 1818–1822
- Fort Sandusky, 1806–1812
- Fort Madison 1808–1815
- Fort Osage, 1808–1822
- Fort Mackinac (Michilimackinac), 1808–1812
- Fort Green Bay, 1815–1822
- Forte Praire du Chien, 1815–1822
- Fort Edwards, 1818–1822
- Fort Spadre Bluffs (Illinois Bayou), 1818-1822